# Gen Fukunaga
Gen Fukunaga ou Eugene Fukunaga (福永 元 ou ユージーン・フクナガ, Fukunaga Gen, nascido em 22 de março de 1962) é um engenheiro e empresário nipo-americano. Ele estabeleceu a Funimation, uma empresa que distribui anime no Canadá e Estados Unidos. Ele atualmente serve como seu presidente. A partir de outubro de 2011, Fukunaga foi nomeado presidente da editora online de video game GameSamba.

## Biografia
Fukunaga nasceu em Itami, Hyōgo, Japão e cresceu em West Lafayette, Indiana nos Estados Unidos. Ele se graduou na West Lafayette High School em 1979.
Fukunaga frequentou a Purdue University, onde ele obteve seu BSEE em 1982 e seu MSEE em 1984. Ele mais tarde, mudou-se para Boca Raton, Flórida, para trabalhar como engenheiro para IBM. Ele então freqüentou a Columbia Business School, obtendo um MBA em 1989. Ele ocupou uma posição na Andersen Consulting (agora Accenture) antes de conseguir um emprego com Tandem Computers em Sunnyvale, Califórnia.
Fukunaga é também co-fundador e gerente da EchoLight Studios, uma produtora de televisão cristã com sede no Texas, administrada por Rick Santorum. EchoLight inicialmente compartilhou espaço de escritório com a Funimation de Fukunaga.
Originalmente, Toei Animation contou para Funimation que eles não poderiam ter a série Dragon Ball. Entretanto, o tio de Fukunaga, Nagafumi Hori, foi um dos produtores para Toei Company e ajudou ele a convencer a Toei Animation a dar a licença para a Funimation. Então Fukunaga foi até um colega de trabalho chamado Daniel Cocanougher, cuja família possuía um moinho de grãos em Decatur, Texas, e convenceu a família Cocanougher a vender seus negócios e investir na criação de uma empresa de produção. Com isso, a FUNimation Productions foi estabelecida em 1994.
Em 2005, Funimation foi adquirida pela Navarre Corporation por US$100,4 milhões, Fukunaga ainda permanecendo o CEO da empresa. Em 2011, a empresa foi vendida para um grupo de investidores qual incluía o próprio Fukunaga. Em 2017, a Funimation foi vendida para a Sony Pictures Television Networks por US$143 milhões, com Fukunaga mantendo uma participação de 5%.
Em 2019, Fukunaga deixou o cargo de gerente geral da Funimation.

## Vida pessoal
Fukunaga é casado com Cindy Brennan, quem também é uma co-fundadora e ex-produtora executiva na Funimation. Eles têm três filhos. Ele tem uma irmã, Nina Fukunaga Johnson, que é uma médica (oncologista de radiação) em Michigan.